# Rechtbank Haarlem

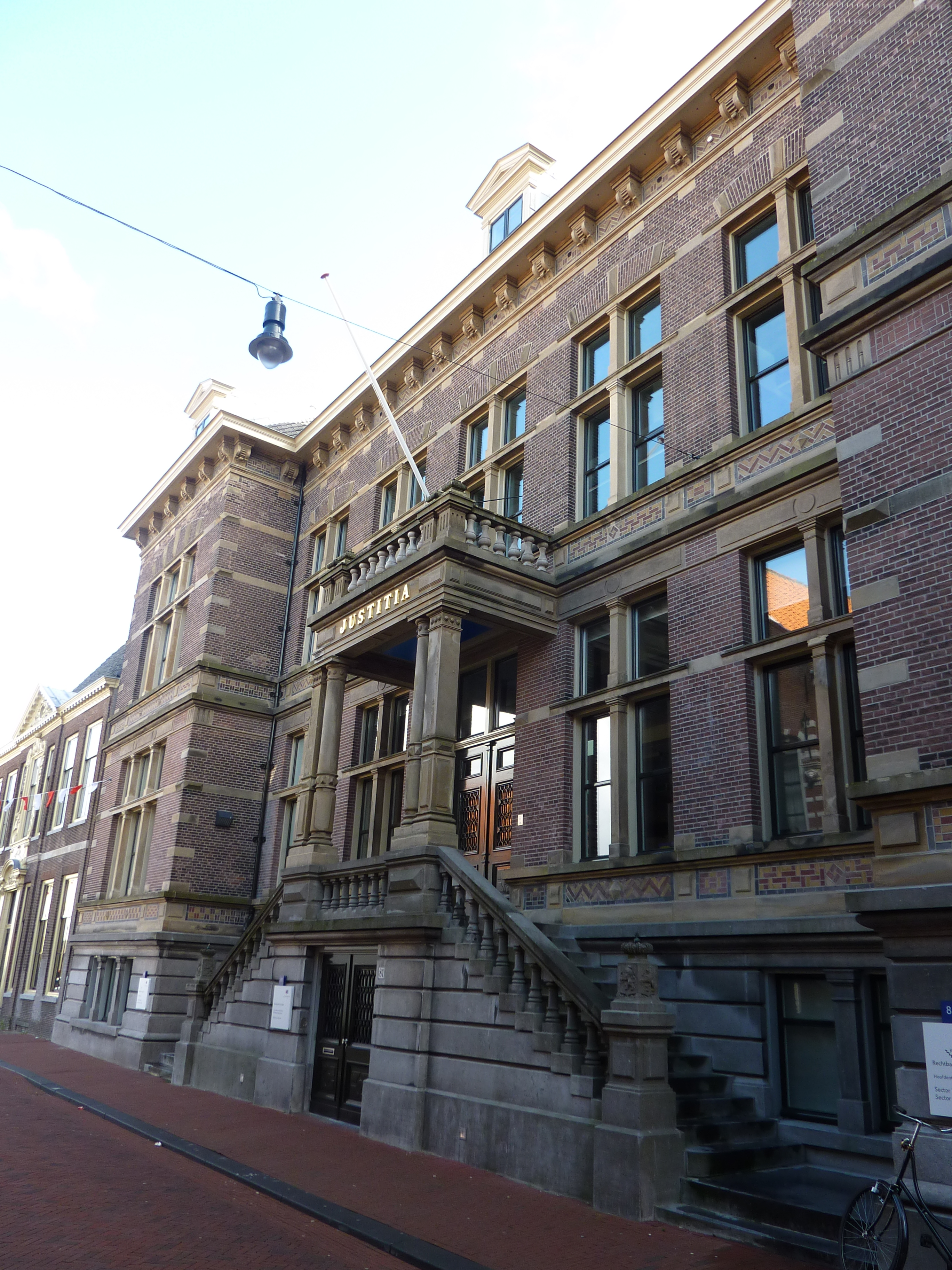
De rechtbank in de Jansstraat

Rechtbank Haarlem te Haarlem was van 1841 tot 2013 een van de rechtbanken in Nederland. Ze werd gesticht na de splitsing van de provincie Holland in Noord- en Zuid-Holland. In 1877 en opnieuw in 1882 was sprake van opheffing van de rechtbank, maar beide malen wist ze zich ten koste van Hoorn te handhaven. Per 1 januari 2013 kwam het wel tot sluiting toen Haarlem met de rechtbank Alkmaar fuseerde tot rechtbank Noord-Holland. Bij de oprichting werd Haarlem verdeeld in drie kantons, bij de opheffing waren dat er nog twee.